# Sömngåtan
Sömngåtan: den nya forskningen om sömn och drömmar (engelsk originaltitel: Why We Sleep: The New Science of Sleep and Dreams) är en populärvetenskaplig bok från 2017 av neuroforskaren Matthew Walker som handlar om sömn. Walker ägnade fyra och ett halvt år på att skriva boken, där han hävdar att sömnbrist är kopplad till många sjukdomar, däribland ökad risk för cancer, hjärtinfarkt och Alzheimer.
Walker är professor i neurovetenskap och psykologi samt chef för Center for Human Sleep Science vid University of California, Berkeley.
Den svenska utgåvan publicerades maj 2018.